# 鳥居忠粛
鳥居 忠粛（とりい ただかた）は、江戸時代後期の下野国壬生藩の世嗣。官位は上総介。

## 略歴
6代藩主・鳥居忠挙の長男として誕生。
藩主の嫡子として生まれるが、嘉永5年（1852年）に死去した。代わって弟・忠宝が嫡子となり家督を継いだ。